# Protohermes dichrous
Protohermes dichrous är en insektsart som först beskrevs av Brauer 1878.  Protohermes dichrous ingår i släktet Protohermes och familjen Corydalidae. Inga underarter finns listade i Catalogue of Life.